# 联圩镇
联圩镇，是中华人民共和国江西省南昌市新建区下辖的一个乡镇级行政单位。

## 行政区划
联圩镇下辖以下地区：
流水洞街社区、象湖村、联庄村、肖淇村、前洲村、后洲村、港下村、丰乐村、沿江村、河下村、马洲村、连前村、联兴村、均洲村、万家村、路司口村、东岸村、塘港村、下堡村、下沙头村、湾上村、浮洲村、大圩村、大洲村、丰云村和黄潭村。